# Vladimir Vasilj
Vladimir Vasilj (Hannover, 1975. július 6. –) horvát válogatott labdarúgó, kapus.

## Pályafutása

### Klubcsapatokban
Hannoverben született Nyugat-Németországban. Pályafutását a Hrvatski Dragovoljac csapatában kezdte 1995-ben, ahol három szezonon keresztül védte a kaput, ebből kettőben első számú kapusként. 1998. nyarán a Dinamo Zagrebhez igazolt. Itt a harmadik számú kapusnak számított és az első két szezonjában mindössze 2 alkalommal kapott lehetőséget. Miután 2000. májusában Dražen Ladić visszavonult, a második számú kapussá lépett elő. Így sem kapott túl sok lehetőséget a bizonyításra; a 2000–2001-es bajnokságban 3 alkalommal védhette a Dinamo kapuját. 2001-ben az NK Zagreb szerződtette, ahol két idényen keresztül első számú hálóőrként tevékenykedett. Jelentős szerepe volt abban, hogy 2002-ben csapata nem kis meglepetésre megnyerte a horvát bajnokságot. A 2003–2004-es idényben a Varteks kapuját védte 30 bajnokin illetve két UEFA-kupa mérkőzésen, amit a Debreceni VSC ellen játszottak. 2004. nyarán visszatért a Dinamohoz, ahol egy szezont töltött. Első számú kapusként 20 bajnokin és 6 UEFA-kupa mérkőzésen őrizte a zágrábiak kapuját. 2005-ben Törökországba a Konyasporba igazolt, ahol a 2005–2006-os bajnokság első felében szerepelt. Csupán két mérkőzésen kapott szerepet a török bajnokságban, ennek következtében 2006. elején a Bosznia-hercegovinai Široki Brijeg együtteséhez igazolt, ahová 18 hónapra, egészen 2007. júniusáig írt alá és itt is fejezte be a játékos pályafutását 2009-ben.

### Válogatottban
A horvát U21-es válogatottban 1996 és 1997 között 7 alkalommal játszott. A felnőtt együttesben 1998. május 28-án mutatkozott be egy Szlovákia elleni felkészülési mérkőzés második félidejében.
A nemzeti csapat tagjaként részt vett az 1998-as labdarúgó-világbajnokságon, ahol a bronzérmet jelentő harmadik helyet szerezték meg. A keretben harmadik számú kapusként számoltak vele és egyetlen mérkőzésen sem kapott szerepet. A 2002-es vb-re utazó válogatott keretébe szintén beválogatták, de akárcsak az előző tornán, ekkor sem kapott lehetőséget. A világbajnokság előtt egy Magyarország elleni barátságos mérkőzésen védhetett második és egyben utolsó alkalommal a horvát válogatottban.
A 2004-es Európa-bajnokság 23 keretébe első körben nem került be, azonban az első számú kapus, Stipe Pletikosa sérülése miatt kihagyta a tornát és így a harmadik számú kapusnak behívták. 
Így mindent összegezve a válogatottban 1998 és 2002 között összesen 2 alkalommal védett.

## Sikerei, díjai
Horvátország
- Világbajnoki bronzérmes: 1998

NK Zagreb
- Horvát bajnok (1): 2002

## Külső hivatkozások
- Vladimir Vasilj – a National-football-teams.com honlapján